# Хисајо Фукумицу
Хисајо Фукумицу (јап. 福光 久代; Yoshinogari, 19. фебруар 1960) је бивша јапанска атлетичарка, специјалиста за скок увис.
У својој каријери била је првак Азије 1981. а трећа 1979. На Азијским играма 1982. освојила је сребро. Такмичила се на Олимпијским играма 1984. у Лос Анђелесу, завршивши на 17. месту скоком од 1,87 м.